# Life of Pi (filme)
Life of Pi (bra As Aventuras de Pi; prt A Vida de Pi) é um filme estadunidense de 2012, baseado no romance de 2001 de mesmo nome por Yann Martel. O filme é dirigido por Ang Lee e baseado em um roteiro adaptado por David Magee. Life of Pi foi lançado em 21 de novembro de 2012. Em 10 de janeiro de 2013 foi anunciado que Life of Pi  havia recebido onze indicações ao Óscar, incluindo Melhor Filme, tendo vencido os prêmios de Melhor Diretor, Melhor Trilha Sonora, Melhor Fotografia e Melhores Efeitos Visuais.

## Sinopse
Uma família de um dono de um zoológico localizado em Pondicherry, na Índia, decide se mudar para o Canadá, viajando a bordo de um imenso cargueiro. O navio naufraga e somente Pi, filho mais novo da família, consegue sobreviver em um barco salva-vidas. Perdido em meio ao oceano Pacífico, ele precisa dividir o pouco espaço disponível com um tigre-de-bengala chamado Richard Parker, o qual Pi aprende a domar e tornar seu aliado e que acaba por realizar com ele o resto de sua viagem.

## Elenco
- Piscine Molitor "Pi" Patel:
  - Gautam Belur - Pi aos 5 anos
  - Ayush Tandon - Pi aos 11/12 anos
  - Suraj Sharma - Pi aos 16 anos
  - Irrfan Khan - Pi adulto
- Tabu - Gita Patel, mãe de Pi
- Adil Hussain - Santosh Patel, pai de Pi
- Ravi Patel, irmão de Pi:
  - Ayan Khan - Ravi aos 7 anos
  - Mohamed Abbas Khaleeli - Ravi aos 13/14 anos
  - Vibish Sivakumar - Ravi aos 18/19 anos
- Gérard Depardieu - Tigre
- Po-Chieh Wang - Marinheiro
- Andrea Di Stefano - Padre
- Rafe Spall - Escritor Yann Martel, romancista canadense que escreveu o livro 'As Aventuras de Pi'
- Shravanthi Sainath - Anandi, namorada de Pi

## Produção
Life of Pi é dirigido por Ang Lee baseado em um roteiro escrito por David Magee. O roteiro é adaptado do romance de 2001 de mesmo nome escrito por Yann Martel, que por sua vez se baseou no livro brasileiro Max e Os Felinos, escrito por Moacyr Scliar.
O filme se tornou mais conhecido por conta das trocas de protagonistas entre dois filmes, Life of Pi e The Amazing Spider-Man. O ator Andrew Garfield teve seu nome cotado para o papel principal deste longa, mas Tobey Maguire foi o escolhido. Por coincidência, Garfield o substituiu no reboot de Homem-Aranha no papel de Peter Parker. Mas  o diretor Ang Lee considerou que a atuação de Maguire "não estava funcionando", também disse que o ator era muito conhecido para estar no filme. Então o diretor decidiu elaborar apenas uma pequena participação para o ator, como um entrevistador, sendo logo depois confirmado que Maguire estaria fora do do longa-metragem, sem interpretar o personagem principal e nem o entrevistador.

## Prêmios e Indicações
| Prêmio                                            | Categoria                                         | Vencedor/Candidato                                                                   | Resultado |
| ------------------------------------------------- | ------------------------------------------------- | ------------------------------------------------------------------------------------ | --------- |
| Oscar 2013                                        | Melhor Filme                                      | Ang Lee, Gil Netter, David Womark                                                    | Indicado  |
| Oscar 2013                                        | Melhor diretor                                    | Ang Lee                                                                              | Venceu    |
| Oscar 2013                                        | Melhor roteiro adaptado                           | David Magee                                                                          | Indicado  |
| Oscar 2013                                        | Melhor fotografia                                 | Claudio Miranda                                                                      | Venceu    |
| Oscar 2013                                        | Melhor direção de arte                            | David Gropman e Anna Pinnock                                                         | Indicado  |
| Oscar 2013                                        | Melhor edição                                     | Tim Squyres                                                                          | Indicado  |
| Oscar 2013                                        | Melhor edição de som                              | Eugene Gearty e Philip Stockton                                                      | Indicado  |
| Oscar 2013                                        | Melhor mixagem de som                             | Ron Bartlett, D. M. Hemphill e Drew Kunin                                            | Indicado  |
| Oscar 2013                                        | Melhores efeitos visuais                          | Bill Westenhofer, Guillaume Rocheron, Erik-Jan de Boer e Donald R. Elliott           | Venceu    |
| Oscar 2013                                        | Melhor trilha sonora                              | Mychael Danna                                                                        | Venceu    |
| Oscar 2013                                        | Melhor canção original                            | "Pi's Lullaby" de Mychael Danna e Bombay Jayashri                                    | Indicado  |
| AFI Awards                                        | Melhor Filme do Ano                               | Ang Lee, Gil Netter e David Womark                                                   | Venceu    |
| Sindicato dos Produtores Norte-Americanos         | Melhor Produção Cinematográfica                   | Ang Lee, Gil Netter e David Womark                                                   | Indicado  |
| Art Directors Guild                               | Melhor Direção de Arte - Filme de Fantasia        | David Gropman                                                                        | Venceu    |
| Writers Guild of America Award                    | Melhor Roteiro Adaptado                           | David Magee                                                                          | Indicado  |
| Directors Guild of America Awards                 | Melhor Diretor                                    | Ang Lee                                                                              | Indicado  |
| American Society of Cinematographers Awards       | Melhor Fotografia                                 | Claudio Miranda                                                                      | Indicado  |
| American Cinema Editors                           | Melhor Edição (Drama)                             | Tim Squyres                                                                          | Pendente  |
| BAFTA Awards                                      | Melhor Filme                                      | Ang Lee, Gil Netter, David Womark                                                    | Indicado  |
| BAFTA Awards                                      | Melhor Diretor                                    | Ang Lee                                                                              | Indicado  |
| BAFTA Awards                                      | Melhor Roteiro Adaptado                           | David Magee                                                                          | Indicado  |
| BAFTA Awards                                      | Melhor Fotografia                                 | Claudio Miranda                                                                      | Venceu    |
| BAFTA Awards                                      | Melhor Direção de Arte                            | David Gropman, Anna Pinnock                                                          | Indicado  |
| BAFTA Awards                                      | Editing                                           | Tim Squyres                                                                          | Indicado  |
| BAFTA Awards                                      | Melhor Som                                        | Drew Kunin, Eugene Gearty, Philip Stockton, Ron Bartlett, D. M. Hemphill             | Indicado  |
| BAFTA Awards                                      | Melhor Efeito Visuais                             | Bill Westenhofer, Guillaume Rocheron, Erik-Jan de Boer                               | Venceu    |
| BAFTA Awards                                      | Melhor Trilha Sonora Original                     | Mychael Danna                                                                        | Indicado  |
| 2nd AACTA International Awards                    | Melhor Filme                                      | Ang Lee, Gil Netter, David Womark                                                    | Pendente  |
| 2nd AACTA International Awards                    | Melhor Diretor                                    | Ang Lee                                                                              | Pendente  |
| Visual Effects Society Awards                     | VES Visionary Award                               | Ang Lee                                                                              | Venceu    |
| Visual Effects Society Awards                     | Melhor Efeitos Visuais                            | Thomas Fisher, Susan Macleod, Guillaume Rocheron, Bill Westenhofer                   | Venceu    |
| Visual Effects Society Awards                     | Melhores Efeitos & Composição de Personagem       | Richard Parker - Erik De Boer, Sean Comer, Betsy Asher Hall, Kai-Hua Lan             | Venceu    |
| Visual Effects Society Awards                     | Melhor Efeitos & Composição de Cenários           | Oceano - Jason Bayever, Sho Hasegawa, Jimmy Jewell, Walt Jones                       | Indicado  |
| Visual Effects Society Awards                     | Melhor StoryBoard de Efeitos                      | A Tempestade de Deus- Harry Mukhopadhyay, David Stopford, Mark Williams, Derek Wolfe | Venceu    |
| Visual Effects Society Awards                     | Melhor StoryBoard de Efeitos                      | Oceano Aberto                                                                        | Indicado  |
| Visual Effects Society Awards                     | Melhor Composição de Efeitos                      | A Tempestade de Deus                                                                 | Venceu    |
| Annie Awards                                      | Personagem animado em uma produção de Live-Action | Orangotango - Erik de Boer, Amanda Dague, Matt Brown, Mary Lynn Machado e Aaron Grey | Pendente  |
| Annie Awards                                      | Personagem animado em uma produção de Live-Action | Tigre - Erik de Boer, Matt Shumway, Brian Wells, Vinayak Pawar e Michael Holzl       | Venceu    |
| USC Scripter Award                                | Melhor Roteiro Adaptado                           | David Magee                                                                          | Indicado  |
| Associação de Críticos de Carolina do Norte       | Melhor Diretor                                    | Ang Lee                                                                              | Venceu    |
| Palm Springs International Film Festival          | Prêmio Frederick Loewe                            | Mychael Danna                                                                        | Venceu    |
| Online Film Critics Society                       | Melhor Fotografia                                 | Claudio Miranda                                                                      | Indicado  |
| Alliance of Women Film Journalists                | Melhor Fotografia                                 | Claudio Miranda                                                                      | Venceu    |
| Chicago Film Critics Association                  | Melhor Fotografia                                 | Claudio Miranda                                                                      | Indicado  |
| Houston Film Critics Society                      | Melhor Fotografia                                 | Claudio Miranda                                                                      | Indicado  |
| Houston Film Critics Society                      | Melhor Canção Original                            | Mychael Danna                                                                        | Indicado  |
| Houston Film Critics Society                      | Realização Técnica                                |                                                                                      | Indicado  |
| Southeastern Film Critics Association Awards 2012 | Top 10 Filmes                                     |                                                                                      | Venceu    |
| Southeastern Film Critics Association Awards 2012 | Melhor Fotografia                                 | Claudio Miranda                                                                      | Venceu    |
| Choice Awards                                     | Melhor Filme                                      |                                                                                      | Indicado  |
| Choice Awards                                     | Melhor Diretor                                    | Ang Lee                                                                              | Indicado  |
| Choice Awards                                     | Melhor Ator                                       | Suraj Sharma                                                                         | Indicado  |
| Choice Awards                                     | Melhor Roteiro Adaptado                           | David Magee                                                                          | Indicado  |
| Choice Awards                                     | Melhor Fotografia                                 | Claudio Miranda                                                                      | Venceu    |
| Choice Awards                                     | Melhor Direção de Arte                            | David Gropman e Anna Pinnock                                                         | Indicado  |
| Choice Awards                                     | Melhor Edição                                     | Tim Squyres                                                                          | Indicado  |
| Choice Awards                                     | Melhores Efeitos Visuais                          |                                                                                      | Venceu    |
| Choice Awards                                     | Melhor Trilha Sonora                              | Mychael Danna                                                                        | Indicado  |
| Kansas City Film Critics Circle Awards            | Melhor Diretor                                    | Ang Lee                                                                              | Venceu    |
| Prêmios Globo de Ouro 2013                        | Melhor Filme (Drama)                              |                                                                                      | Indicado  |
| Prêmios Globo de Ouro 2013                        | Melhor Diretor                                    | Ang Lee                                                                              | Indicado  |
| Prêmios Globo de Ouro 2013                        | Melhor Trilha Sonora                              | Mychael Danna                                                                        | Venceu    |
| International 3D Society                          | Prêmio Harold Lloyd                               | Ang Lee                                                                              | Venceu    |
| Las Vegas Film Critics Society                    | Melhor Filme                                      |                                                                                      | Venceu    |
| Las Vegas Film Critics Society                    | Melhor Diretor                                    | Ang Lee                                                                              | Venceu    |
| Las Vegas Film Critics Society                    | Melhor Fotografia                                 | Claudio Miranda                                                                      | Venceu    |
| Las Vegas Film Critics Society                    | Melhores Efeitos Visuais                          |                                                                                      | Venceu    |
| Las Vegas Film Critics Society                    | Melhor Trilha Sonora                              | Mychael Danna                                                                        | Venceu    |
| Las Vegas Film Critics Society                    | Melhor Ator Jovem                                 | Suraj Sharma                                                                         | Venceu    |
| New York Film Critics Online                      | Top 10 Filmes de 2012                             |                                                                                      | Venceu    |
| New York Film Critics Online                      | Melhor Fotografia                                 | Claudio Miranda                                                                      | Venceu    |
| Phoenix Film Critics Society                      | Top 10 Filmes                                     |                                                                                      | Venceu    |
| Phoenix Film Critics Society                      | Melhor Diretor                                    | Ang Lee                                                                              | Indicado  |
| Phoenix Film Critics Society                      | Melhor Filme Família Live-Action                  |                                                                                      | Venceu    |
| Phoenix Film Critics Society                      | Melhor Trilha Sonora Original                     | Mychael Danna                                                                        | Indicado  |
| Phoenix Film Critics Society                      | Melhor Fotografia                                 | Claudio Miranda                                                                      | Venceu    |
| Phoenix Film Critics Society                      | Melhor Edição                                     | Tim Squyres                                                                          | Indicado  |
| Phoenix Film Critics Society                      | Melhores Efeitos Visuais                          |                                                                                      | Venceu    |
| Phoenix Film Critics Society                      | Desempenho Inovador                               | Suraj Sharma                                                                         | Indicado  |
| 17th Satellite Awards                             | Melhor Filme                                      |                                                                                      | Indicado  |
| 17th Satellite Awards                             | Melhor Roteiro Adaptado                           | David Magee                                                                          | Venceu    |
| 17th Satellite Awards                             | Melhor Fotografia                                 | Claudio Miranda                                                                      | Venceu    |
| 17th Satellite Awards                             | Melhor Edição de Som                              | Drew Kunin, Eugene Gearty, Philip Stockton                                           | Indicado  |
| 17th Satellite Awards                             | Melhores Efeitos Visuais                          | Bill Westenhofer                                                                     | Indicado  |
| St. Louis Film Critics                            | Melhor Filme                                      |                                                                                      | Indicado  |
| St. Louis Film Critics                            | Melhor Diretor                                    | Ang Lee                                                                              | Indicado  |
| St. Louis Film Critics                            | Melhor Roteiro Adaptado                           | David Magee                                                                          | Indicado  |
| St. Louis Film Critics                            | Melhor Fotografia                                 | Claudio Miranda                                                                      | Indicado  |
| St. Louis Film Critics                            | Melhores Efeitos Visuais                          |                                                                                      | Venceu    |
| Washington D. C. Area Film Critics Associatios    | Melhor Roteiro Adaptado                           | David Magee                                                                          | Indicado  |
| Washington D. C. Area Film Critics Associatios    | Melhor Fotografia                                 | Claudio Miranda                                                                      | Venceu    |
| Women Film Critics Circle                         | Melhor Filme Família                              | Life of Pi — empatado com Rise of the Guardians                                      | Venceu    |